# Instituto Cervantes
Instituto Cervantes je organizace, která vznikla v roce 1991 ve Španělsku. Jejím hlavním cílem je podpora výuky a studia španělštiny jako cizího jazyka a šíření španělské a hispánské kultury do světa.
Hlavní sídlo organizace se nachází v Madridu v Alcalá de Henares (část Madridu). V současnosti má 49 center po celém světě.  Na svých stránkách nabízí mnoho materiálů plnících její hlavní cíle.

## Název
Výraz „Cervantes“ je odvozen od jednoho z největších španělských spisovatelů, který se jmenoval Miguel de Cervantes y Saavedra, autor slavného románu Důmyslný rytíř Don Quijote de la Mancha.

## Instituto Cervantes Praga

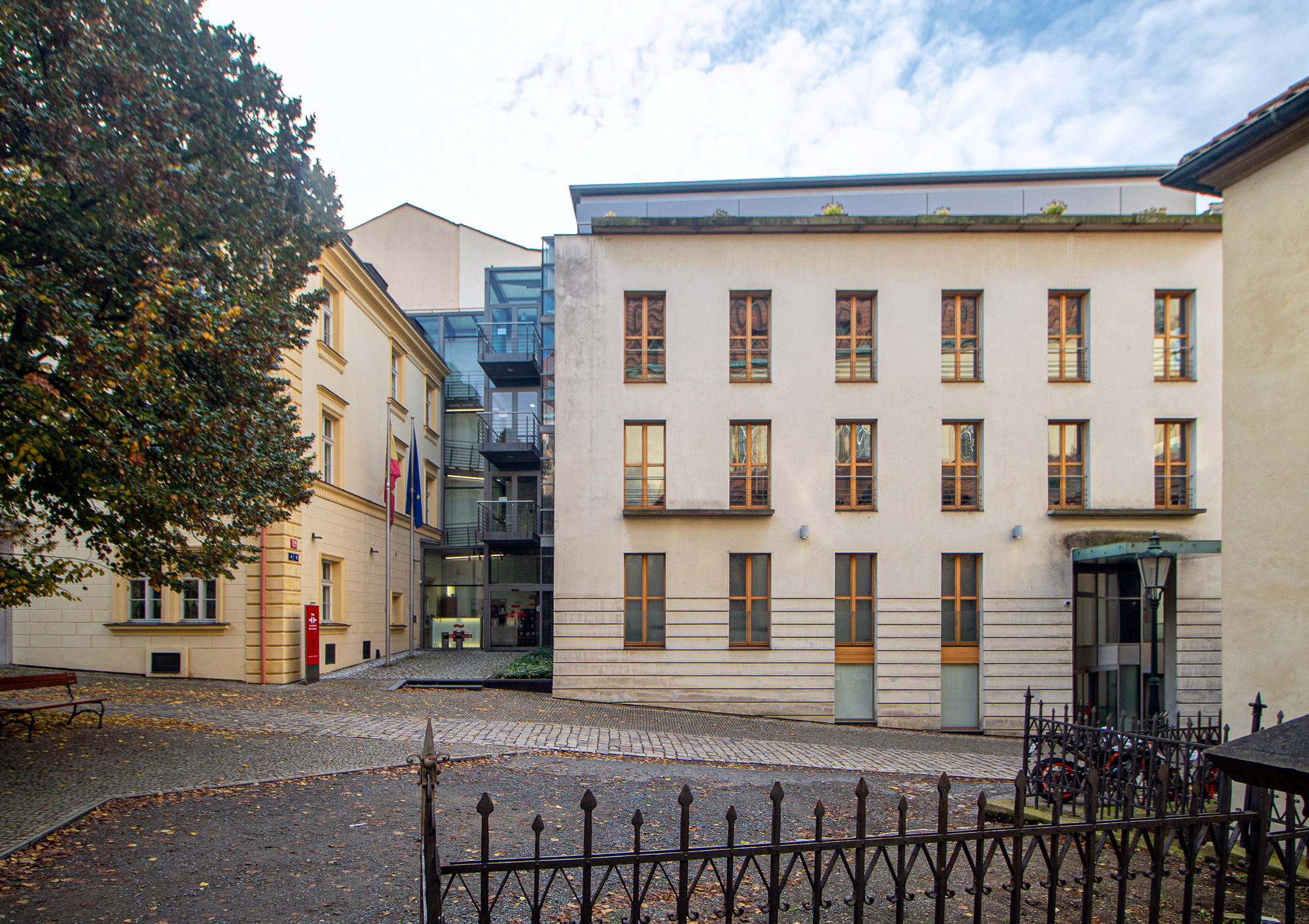
Instituto Cervantes (Praha)

Instituto Cervantes Praga je pražská pobočka sídlící v ulici Na Rybníčku 6. Instituto Cervantes Praga pravidelně nabízí kurzy španělského jazyka, pořádá kulturní akce týkající se hispánské kultury a zájemcům o literaturu, hudbu a film je k dispozici rozsáhlá knihovna v posledním patře budovy. Na Institutu Cervantes je též možné skládat mezinárodní zkoušky DELE. Vyjma španělštiny je možné zde navštěvovat i kurzy ostatních jazyků Španělského království, a to katalánštinu, galicijštinu a baskičtinu.